# Mouloud Bensalah
Pour les articles homonymes, voir Bensalah.
Mouloud Bensalah, né le 20 juillet 1966 à Oran, est un raseteur français, deux fois vainqueur de la Cocarde d'or. Il vit à Pérols depuis l'âge de 4 ans.

## Biographie
Alors qu'il est raseteur, il est victime de racisme. Jean-François Sitruk, directeur d'école, affirme qu'on lui lance des « retourne chez toi » lors des courses.
En mars 2014, il est élu président de l'association des Raseteurs et Tourneurs, en remplacement de Nicolas Noguera, démissionnaire en octobre 2013.

## Palmarès
- Cocarde d'or (Arles) : 1998, 1999
- Trophée des As (Nîmes puis Arles) : 1998, 1999